# Кубачин
Кубачин (пол. Kubaczyn) — село в Польщі, у гміні Ґраново Ґродзиського повіту Великопольського воєводства.
Населення — 281 особа (2011).
У 1975-1998 роках село належало до Познанського воєводства.

## Демографія
Демографічна структура станом на 31 березня 2011 року:
|          | Загалом | Допрацездатний вік | Працездатний вік | Постпрацездатний вік |
| -------- | ------- | ------------------ | ---------------- | -------------------- |
| Чоловіки | 136     | 28                 | 97               | 11                   |
| Жінки    | 145     | 37                 | 70               | 38                   |
| Разом    | 281     | 65                 | 167              | 49                   |